# Harriet Gibbs Marshall

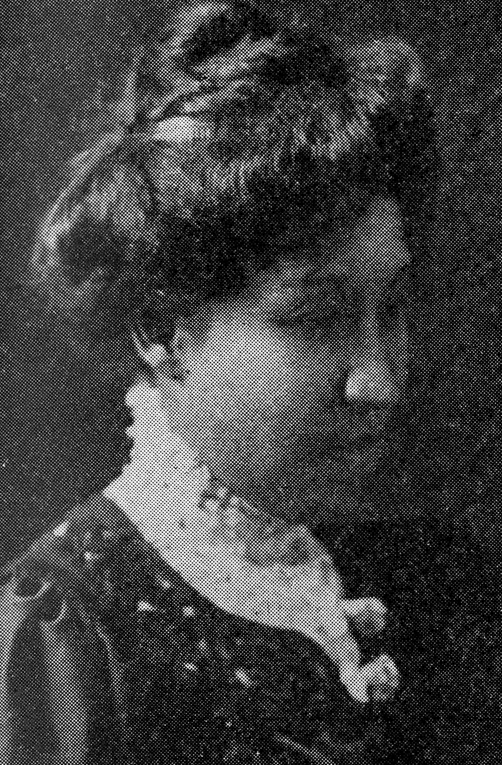
Harriet Aletha Gibbs Marshall (1936)

Harriet Aletha Gibbs Marshall (* 18. Februar 1868 in Victoria, British Columbia; † 25. Februar 1941 in Washington, D.C.) war eine US-amerikanische Pianistin und Wegbereiterin für die Ausbildung afroamerikanischer Musikerinnen.

## Leben
Harriet Gibbs wurde als Tochter von Mifflin Wistar Gibbs, dem ersten afroamerikanischen Richter der Vereinigten Staaten, und Maria Ann Alexander Gibbs in Victoria (British Columbia, Kanada) geboren. Im Jahr 1869 zog ihre Familie nach Oberlin, Ohio. Harriet Gibbs begann ihre musikalische Ausbildung im Alter von 9 Jahren am Konservatorium in Oberlin, wo sie Klavier, Orgel und Gesang lernte. Als sie im Jahr 1889 das Studium abschloss, war sie die erste afroamerikanische Frau, die einen Bachelor of Music erreichte.
Nach ihrem Abschluss in Oberlin studierte Gibbs in Boston und Paris und kehrte im Jahr 1890 in die Vereinigten Staaten zurück. Dort gründete sie in Cane Springs (Kentucky) eine Schule sowie an der dortigen Eckstein Norton University ein Konservatorium. Zu Beginn des 20. Jahrhunderts war Harriet „Hattie“ Gibbs Supervisor für die afroamerikanischen öffentlichen Schulen im  Schuldistrikt X-XIII und war in diesem Distrikt auch die Direktorin für Musik.
Im Jahr 1903 gründete sie in Washington D. C. das Washington Conservatory of Music, welches später in Washington Conservatory of Music and School of Expression umbenannt wurde, als weitere Ausbildungsgänge für Dramatik und Sprache hinzukamen, die von Coralie Franklin Cook betreut wurden. Gibbs unterrichtete dort Klavier und Orgel; weitere Lehrer waren dort Georgia Fraser Goins und Margaret Just. Gibbs’ Vater, Richter M. W. Gibbs, spendete dem Konservatorium ein großes Haus in der T-Street.
Harriet Gibbs heiratete im Jahr 1906 den Anwalt Napoleon Bonaparte Marshall. Zusammen arbeiteten sie für das Konservatorium, doch im Jahr 1922 wurde Napoleon Marshall als Teil der US-Delegation von Präsident Warren G. Harding nach Haiti gesandt. Dort lebten sie sechs Jahre. In dieser Zeit gründete Harriet Gibbs Marshall die Jean Joseph Industrial School in Port-au-Prince und arbeitete mit haitianischen Sozialeinrichtungen zusammen.
Nachdem Napoleon Marshall im Jahr 1933 verstorben war, kümmerte sich Harriet Gibbs Marshall erneut intensiv um das Washington Conservatory of Music and School of Expression. Im Jahr 1937 gründete sie als Erweiterung des Konservatoriums das Negro Music Center. Dieses hatte neben der Förderung kreativer Arbeit die Bewahrung traditioneller afroamerikanischer Musik als Aufgabe. Harriett Gibbs Marshall starb am 25. Februar 1941 im Alter von 73 Jahren in Washington, D.C.